# Park Miejski w Andrychowie
Park Miejski w Andrychowie – park będący pozostałością dworskiego założenia parkowego, położony w centralnej części Andrychowa.
Park utrzymany niegdyś w stylu angielskim znajduje się w centralnej części miasta. W północno-zachodniej części parku znajduje się pałac Bobrowskich (tzw. Zamek Andrychowski) oraz budynek dawnej dworskiej wozowni. W zachodniej części parku znajduje się kościół pw. św. Macieja.

W części wschodniej parku znajduje się duży staw z okrągłą wysepką.

## Przyroda parku

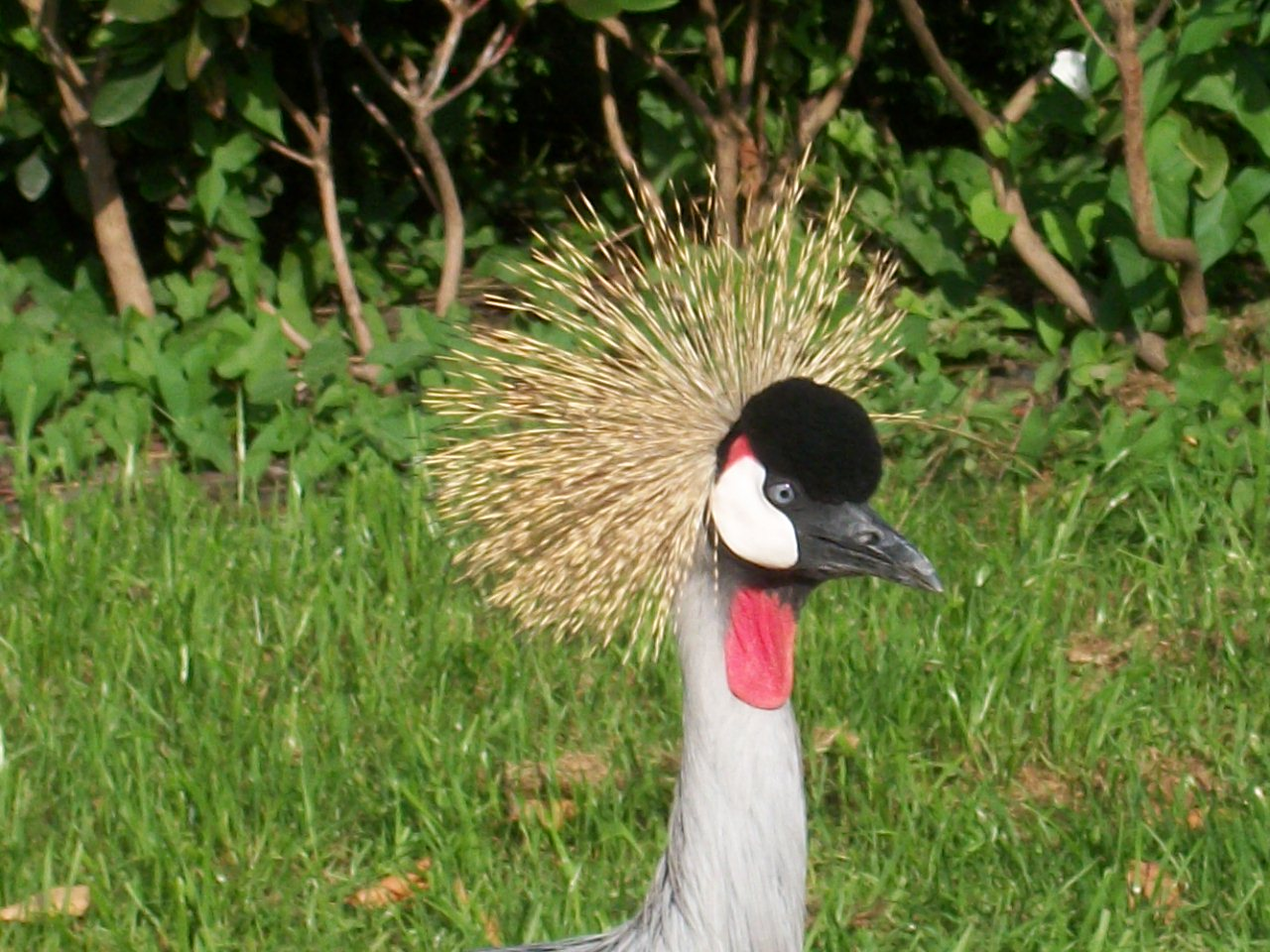
Żuraw Koroniasty sfotografowany w Parku Miejskim w Andrychowie

Drzewostan parku w znacznej części stanowią ok. 150-letnie drzewa liściaste. Dodatkowo rosną tu drzewa i krzewy nasadzone w okresie późniejszym. Wiele drzew poddano zabiegom pielęgnacyjnym (m.in. konieczność założenia wzmocnień mechanicznych). Drzewostan parku obejmuje cenne gatunkowo drzewa i krzewów zarówno rodzime jak i obce, m.in.: platan, miłorząb, dąb, lipa.

Przyrodę parku wzbogacają oryginalne okazy ptactwa wodnego (ok. 30 gatunków). Ptaki mają zapewnione właściwe warunki (zimowanie, żerowisko itp.).
Gatunki ptactwa wodnego występujące na terenie stawu: bernikla kanadyjska, bernikla białolica, bernikla rdzawoszyja, cyraneczka bajkalska, emu, gęgawa, gęsiówka egipska, gęś kubańska, gęś tybetańska, grzywienka zwyczajna, hełmiatka, hełmiatka różowodzioba, kaczka szmaragdowa, kapodziób, karolinka, kazarka rdzawa, łabędź niemy, łabędź czarny, magelanka zmienna, mandarynka, mandarynka biała, ohar, rożeniec, rożeniec białolicy, srebrzanka modrodzioba, śnieżyca cesarska, śnieżyca mała, świstun chilijski, świstun amerykański, żuraw koroniasty.

## Stan prawny
Park Miejski w Andrychowie został objęty ochroną konserwatorską zgodnie z decyzją nr KI.IV-5340/7/87 z dn. 8.06.1987 r. – nr rej. A-504 obejmującą dobra kultury “Pałac klasycystyczny z I poł. XIX w. Pozostałość pałacowa parku ze stawem”.